# Кула (залив)

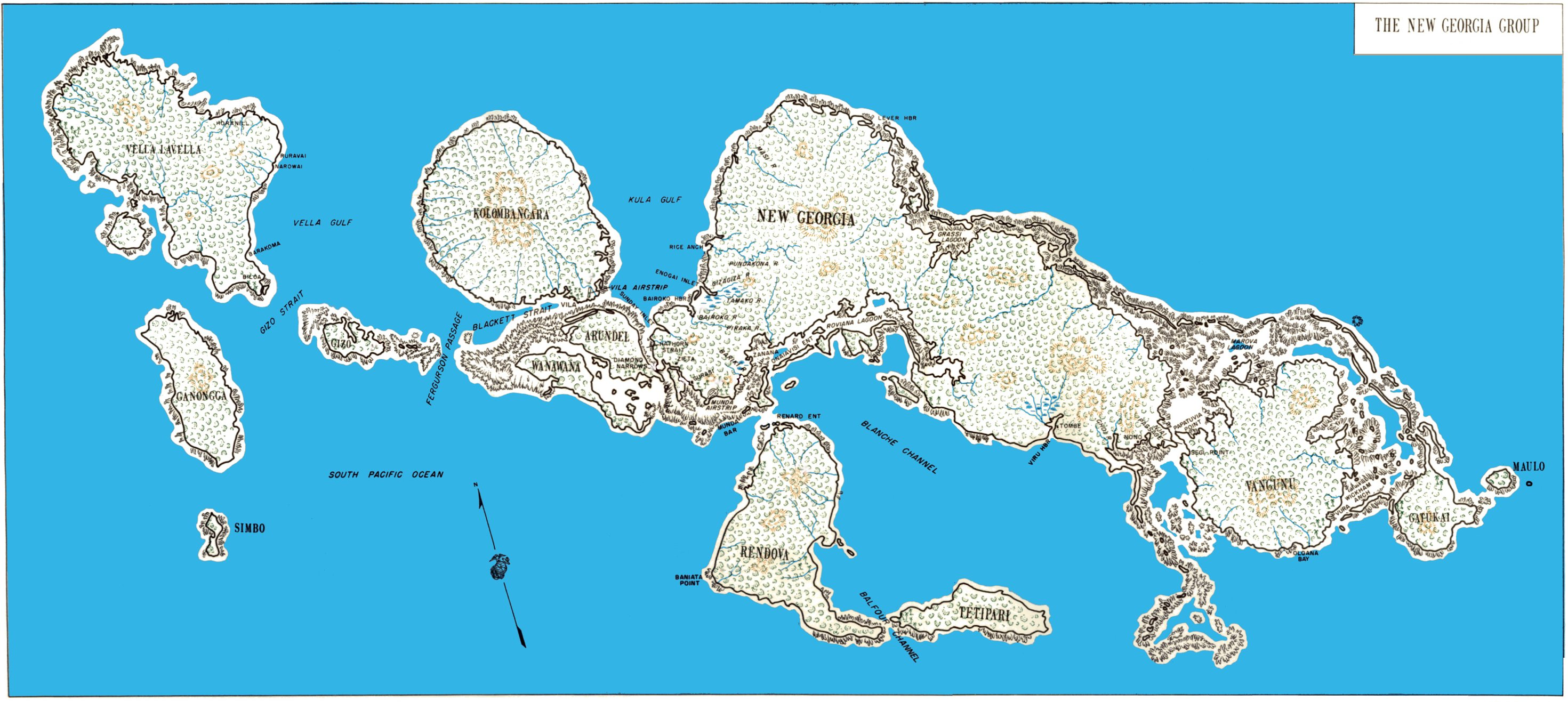
Залив Кула на карте островов Нью-Джорджия

Залив Кула расположен в Западной провинции меланезийского государства Соломоновых Островов. С запада он ограничен островом Коломбангара, с юго-запада — островом Арундел, с юга и с востока от него находится остров Нью-Джорджия. На севере соединяется с проливом Нью-Джорджия, а на юго-западе проливом Блэкетт — с заливом Велья и Соломоновым морем. В южной части, между островами Арундел и Нью-Джорджия, от него ответвляются два узких, последовательно продолжающих друг друга пролива — Хэторн и Даймонд.

## Берега и гидрография залива
Для береговой линии залива Кула характерны обрывистые берега на западе и, в меньшей мере, на востоке. В районе мыса Ндукондуко (западный берег острова Нью-Джорджия), между осыхающим прибрежным рифом, находится якорная стоянка. Она находится примерно в трёхстах метрах от илистого и песчаного берега, места впадения маленькой речки Пундакона.
В 5,5 километрах на юго-запад от мыса Ндукондуко находится узкая и извилистая бухта Иногаи шириной около 200 метров на входе и в дальнейшем сужающаяся до менее чем 90 метров. Ещё далее, в том же юго-западном направлении находятся бухта Баироко, а за ней небольшой залив Сандей.

## История
В период Второй мировой войны акватория залива стала ареной нескольких морских сражений между Императорским флотом Японии и флотом США, из которых наиболее значительными столкновениями стали битвы 6 марта 1943 года и 6 июля 1943 года. Из прибрежных боёв кампании на островах Нью-Джорджия следует выделить бой в бухте Байроко 20 июля 1943 года.